# Gabriel Guevrekian
 (août 2024).
Si vous disposez d'ouvrages ou d'articles de référence ou si vous connaissez des sites web de qualité traitant du thème abordé ici, merci de compléter l'article en donnant les références utiles à sa vérifiabilité et en les liant à la section « Notes et références ».
Gabriel Guevrekian (ou Guévrékian), né à Constantinople en 1900, et mort à Antibes le 29 octobre 1970, est un architecte et un paysagiste.

## Biographie
D'origine arménienne, né à Constantinople, il grandit à Téhéran, puis part avec son oncle architecte pour Vienne où il suit les cours d'Oskar Strnad et Josef Hoffmann. En 1922, il s'installe à Paris où il travaille avec Le Corbusier, André Lurçat, Sigfried Giedion, Henri Sauvage et Robert Mallet-Stevens avec qui il collabore pour concevoir la rue Mallet-Stevens, notamment l'aménagement de l'Hôtel Martel pour les frères Jean et Joël Martel, et le jardin cubiste de la Villa Noailles à Hyères.
À partir de 1926, il travaille à Paris comme architecte indépendant. En 1928, il est l'un des membres fondateurs du Congrès international d'architecture moderne.
En 1933, il est invité par le gouvernement iranien à construire des édifices publics.
En 1937, il s'installe à Londres pendant trois ans, mais rien de ce qu'il conçoit à cette époque n'est réalisé. En 1940, il rejoint Paris et développe l'idée de maisons préfabriquées, mais refuse ensuite de travailler pour le gouvernement de Vichy.
Après la seconde guerre mondiale, il travaille avec Georges-Henri Pingusson à la reconstruction de Sarrebruck.
En 1948, il part pour les États-Unis. Il devient citoyen américain en 1955. Il enseigne à l'Université d'Auburn en Alabama, puis à l'Université de l'Illinois à Urbana-Champaign jusqu'à sa retraite en 1969. Il retourne alors en France, où il meurt en 1970.

## Galerie

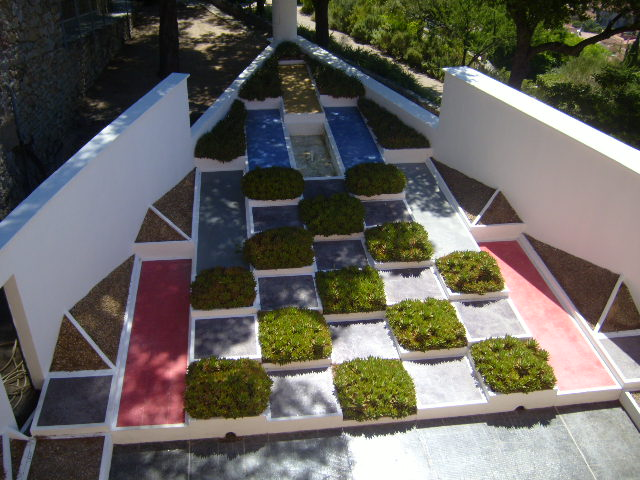
Jardin cubiste de la Villa Noailles à Hyères
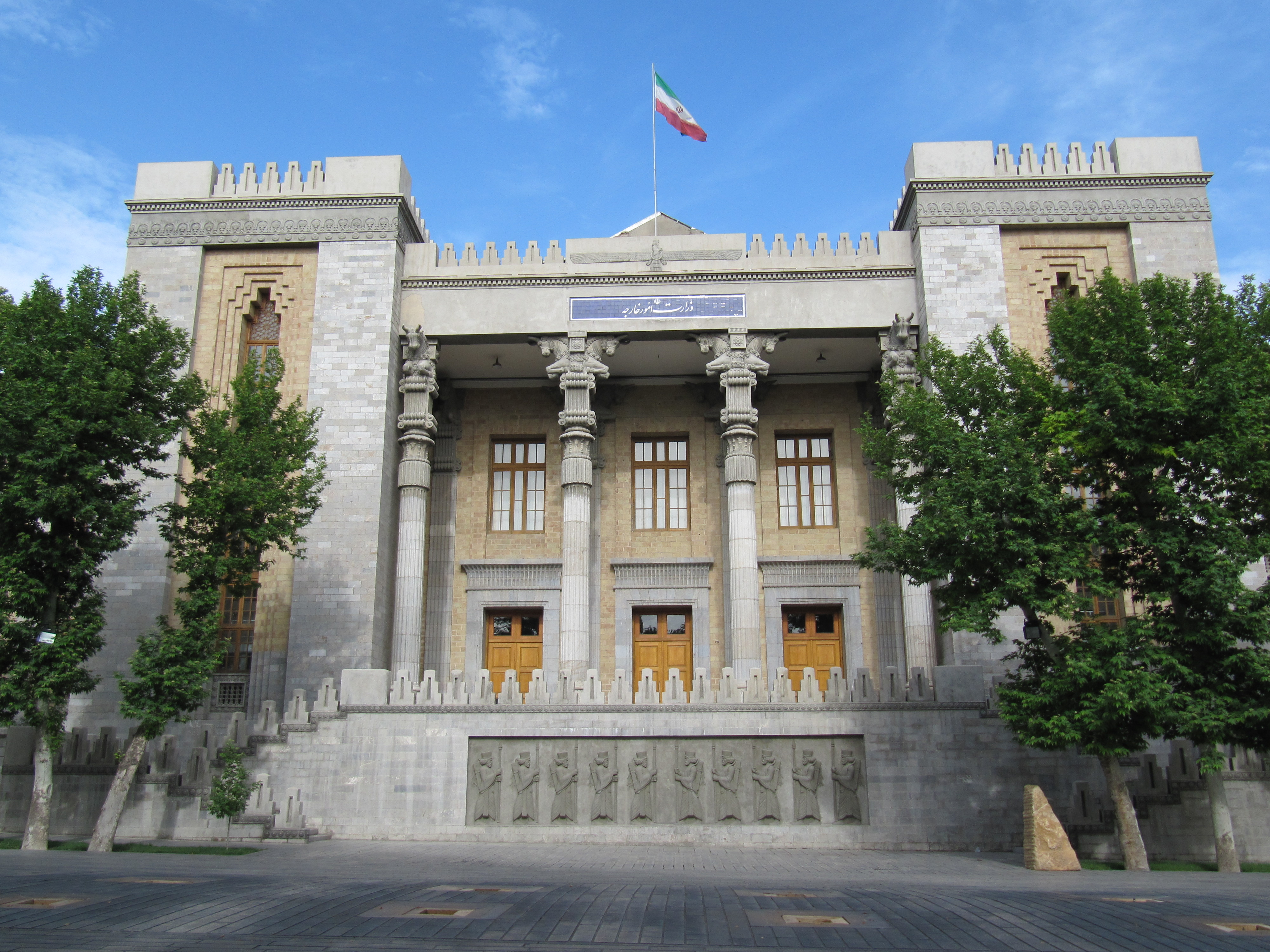
Kakh Shahrbani Téhéran
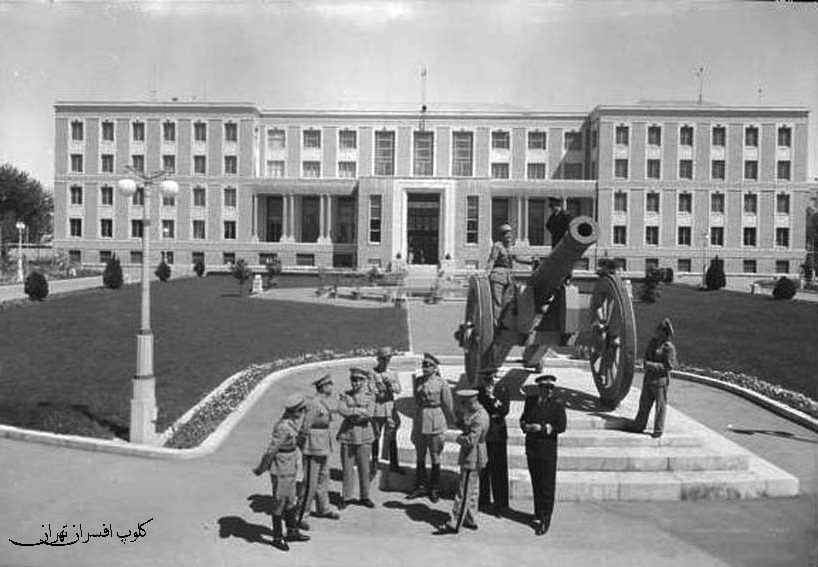
Club des officiers à Téhéran